# Hugues de Grandmesnil
Hugues de Grandmesnil (auch Hugh und Hugo, sowie Grentmesnil und Grentemesnil, * wohl 1025; † 22. Februar 1098 in England) ist einer von 15 proven companions (belegten Begleitern Wilhelms des Eroberers), deren Teilnahme an der Schlacht von Hastings 1066 bekannt ist. In der Folge der normannischen Eroberung Englands wurde er Großgrundbesitzer.

## Bis zur Schlacht von Hastings
Hugues war der ältere Sohn von Robert de Grandmesnil und Havoise d’Échauffour. Nach der Eroberung Englands gab Wilhelm der Eroberer ihm für seine Dienste 100 Güter, 65 davon in Leicestershire. Er wurde zum Sheriff von Leicestershire und Statthalter von Hampshire ernannt. Sein Besitz ist detailliert im Domesday Book aufgeführt.
Nach dem Tod seines Vaters 1036 teilten Hugues und sein Bruder Robert (II.) das Erbe untereinander auf. Robert trat in den Kirchendienst ein und wurde schließlich Erzbischof von Messina, während Hugues den militärischen Weg wählte. Er war unter den Neugründern der alten Abbaye d’Ouche unter dem Namen Abtei Saint-Évroult, deren Neugründung wohl 1050 erfolgte.
Am Hof Herzog Wilhelms in der Normandie übte Hugues lange Zeit Macht aus, bis der Herzog ihn und Raoul II. de Tosny nach einem Streit des Landes verwies (wohl 1059/61), sie aber vermutlich 1063 zurückholte und ihn im gleichen Jahr als Hauptmann der Burg von Neufmarché en Lyons einsetzte. 1066 wurde ihm für die Invasion Englands das Kommando über die Kavallerie anvertraut.
Es gibt die populäre Geschichte, dass Hugues de Grandmesnil bei der Schlacht von Hastings fast zu Tode gekommen sei. Während des Kampfes sprang Hugues’ Pferd während eines Angriffs mit der Kavallerie in einen Busch, als sein Zaumzeug riss. Hugues, der sich kaum im Sattel halten konnte und keine Kontrolle über sein Pferd hatte, stellte zu seiner Bestürzung fest, dass er ganz allein war und auf eine Gruppe Engländer zuraste. Als Hugues sich schon auf den Tod vorbereitete, stießen seine Feinde einen Triumphschrei aus. Hugues Pferd scheute und ging in die entgegengesetzte Richtung durch. Der Hengst trug seinen hilflosen Reiter von den Angelsachsen weg in die Sicherheit seiner eigenen Linien.

## Leicestershire
Hugues wurde eine der Hauptstützen Wilhelms in England. 1067 bildete er mit William Fitz Osbern und Odo von Bayeux die Regierung Englands, während Wilhelm in der Normandie war. Er war auch einer der normannischen Adligen, die beim Eroberer zugunsten seines Sohnes Robert Curthose intervenierten und eine vorübergehende Versöhnung erreichten.
Bei der Eroberung Leicesters 1068 wurde ein großer Teil der Stadt zusammen mit der St. Mary’s Church zerstört. Der König übergab die Herrschaft über Leicester an Hugues de Grandmesnil. Zudem erhielt Hugues für seine Dienste 100 Güter, davon 65 in Leicestershire, und wurde zum High Sheriff dieses Shire ernannt sowie zum Statthalter von Hampshire. Wohl 1068/69 kehrte er in die Normandie zu seiner Familie zurück.

## Ehe und Familie
Er heiratete wohl vor 1060 Adeliza de Beaumont (* wohl vor 1045), Tochter von Ivo III., Graf von Beaumont-sur-Oise, wodurch er Güter in Herefordshire und drei Herrschaften in Warwickshire erwarb. Adeliza starb am 11. Juli 1091 in Rouen und wurde in der Abtei Saint-Évroult bestattet. Sie hatten zehn Kinder, fünf Söhne (Robert, William, Hugh, Ivo, Aubrey) und fünf Töchter (Adeline, Hawise, Rohais, Matilda, Agnes).
Nach dem Tod von Wilhelm dem Eroberer, ebenfalls 1087, wurden die Grandmesnils wie die meisten normannischen Barone in den Bürgerkrieg verwickelt, der zwischen seinen drei überlebenden Söhnen ausbrach. Jetzt hatten die Güter in der Normandie und in England zwei verschiedene Lehnsherren, als Robert Curthose Herzog der Normandie und Wilhelm Rufus König von England wurden. Streit innerhalb der Königsfamilien gefährdete das Glück, als die Barone die falsche Seite unterstützen, und dies war letztendlich auch das Schicksal der Familie Grandmesnil, da sie dazu neigte, den wankelmütigen Herzog der Normandie gegen den englischen König zu unterstützen, obwohl sich die Untertanenpflichten ständig änderten.

## Courcy
Um 1090 verteidigte Hugh de Grandmesnil noch immer sein Land in der Normandie. Hugues hielt sich bei seinem Freund Richard de Courcy auf dessen Burg in Courcy auf, als Robert of Bellême, 3. Earl of Shrewsbury, sie 1091 belagerte, nachdem er seine Streitmacht in das Gebiet des Flusses Orne geführt hatte, andere Barone sich dem Kampf angeschlossen hatten und er dennoch nicht in der Lage war, die Burg vollständig einzuschließen. Er machte sich daran, eine hölzerne Belagerungsmaschine zu bauen, einen Belfry genannten großen Turm, der an die Burgmauern gerollt werden konnte. Jedes Mal, wenn der Turm nach vorne gerollt wurde, unternahm Grandmesnil einen Ausfall und griff einen anderen Teil der gegnerischen Linien an, so dass die Soldaten, die den Belfry besetzten, an anderer Stelle dringend erforderlich waren, um Grandmesnils Angriff zurückzuschlagen. Diese Scharmützel verliefen häufig wild und blutig. Bei einem dieser Angriffe wurden William de Ferrers, der Sohn von Henry de Ferrers, und William de Rupiere von Grandmesnil gefangen genommen und für ein kleines Vermögen an Lösegeld freigelassen. Umgekehrt wurden Ivo de Grandmesnils, Hugues Sohn, und Richard Fitz Gilbert von den Belagerern aufgegriffen. Ivo wurde später freigelassen, Fitz Gilbert hingegen überlebte die Kerkerhaft nicht.
Als die Belagerung sich hinzog, wurde ein tödliches Ritual ausgespielt. Die Bewohner von Courcy hatten ihren Backofen außerhalb der Festungsmauern der Burg gebaut, und er befand sich jetzt in der Mitte zwischen dem Haupttor und dem gegnerischen Belfry. Die Männer von Courcy griffen daher zu den Waffen und stürmten aus dem Schloss, um den Ofen zu umstellen, so dass der Bäcker seine Arbeit machen konnte: hier wollten sie ihr Brot verteidigen, da die Angreifer versuchen würden, es wegzutragen. Dies führte häufig zu einem allgemeinen Gefecht, da jede Seite mehr Truppen heranbrachte. Bei einer Gelegenheit war Grandmesnils Angriff so heftig, dass die Männer von Bellême verstreut wurden. Die Männer von Courcy überrannten die Belagerungsmaschine und brannten sie nieder. Dieser Erfolg war jedoch nur von kurzer Dauer, da Herzog Robert für Bellême Partei ergriff: es sah jetzt schlecht für Grandmesnil und Courcy aus. Erst als Willhelm Rufus gegen seinen Bruder heranzog, brachen der Herzog und Bellême die Belagerung ab und zogen sich zurück.

## Hugues’ Tod
1094 war Hugues de Grandmesnil wieder in England, ausgelaugt vom Alter und gebrechlich geworden. Als er erkrankte, nahm er – ein üblicher Vorgang zu dieser Zeit – den Mönchshabit, und starb sechs Tage später, am 22. Februar 1094. Sein in Salz konservierter und in die Haut eines Ochsen genähter Körper wurde von zwei Mönchen ins Tal der Ouche in der Normandie gebracht. Er wurde wie seine Frau in der Abtei Saint-Évroult zur Ruhe gebettet und von Abt Roger auf der Südseite des Kapitelhauses nahe dem Grab des Abtes Mainer bestattet.

## Nachkommen
Hugues ältester Sohn, Robert III. de Grandmesnil, erbte den Besitz in der Normandie (d. h. im Tal der Ouche), der jüngere, Ivo de Grandmesnil, wurde Sheriff von Leicester und Herr von Earl Shilton Manor. Die Tochter Adeline heiratete Roger d’Ivry († 1079), die Tochter Rohese heiratete Robert de Courcy, den Sohn von Hugues’ Freund Richard de Courcy.